# Amoniusz
Amoniusz – imię męskie pochodzenia grecko-łacińskiego. Ammōniós to przydomek Zeusa. Amoniusz to także przydomek łaciński powstały od greckiego słowa amōnos – "niepodlegający naganie". Przydomek ten może także pochodzić od hebrajskiego Amon lub Ammon. Istnieje dziesięciu świętych patronów tego imienia.
Amoniusz imieniny obchodzi 6 września, w dzień wspomnienia św. Amoniusza, wspominanego razem ze św. Faustem, Piotrem i innymi męczennikami.
Znane osoby o imieniu Amoniusz:
- Amoniusz syn Hermiasza (V w.) – grecki filozof
- Ammonios Sakkas (II–III w.) – grecki filozof